# Pedro Gonçalvo
Pedro Gonçalvo (ur. 13 marca 1964) – mozambicki lekkoatleta, sprinter, uczestnik Letnich Igrzysk Olimpijskich 1984.
Podczas Igrzysk w Los Angeles, wziął udział  w sztafecie 4 razy 400 metrów, gdzie sztafeta mozambicka zajęła 20. miejsce (odpadli w eliminacjach).

## Rekordy życiowe
| Dystans            | Wynik (s) | Data |
| ------------------ | --------- | ---- |
| bieg na 400 metrów | 49,6      | 1985 |